# ラス・ハース
ラス・ハース（Russ Haas 1974年3月27日 - 2001年12月15日）は、アメリカの元プロレスラー。本名トーマス・ラッセル・ハース（Thomas Russell Haas）。チャーリー・ハースは実兄にあたる。
存命中は兄弟でハース・ブラザーズ（The Haas Brothers）としてCZW、ECWA、JAPW、ペンシルヴァニア・チャンピオンシップ・レスリング（Pennsylvania Championship Wrestling）といった様々なインディー団体でタッグ活動。死亡する直前にはWWFと契約しており、当時の下部組織であったハートランド・レスリング・アソシエーション（Heartland Wrestling Association）やメンフィス・チャンピオンシップ・レスリング（Memphis Championship Wrestling）に参戦していた。

## 来歴
シートン・ホール大学在籍中にレスリングの選手として活動していた。1995年にプロレスラーとしてデビュー。1998年に兄弟のチャーリー・ハースと共にハース・ブラザーズ（The Haas Brothers）を結成。ハース・ブラザーズはニュージャージー州を拠点にするジャージー・オール・プロレスリング（Jersey All Pro Wrestling）で活動を開始。7月に空位になったJAPWタッグチーム王座を賭け、スキンヘッド・エキスプレス（ロード・ジェッグとクレイジー・イワン）とネイション・オブ・イミグレイション（ホミサイドとケイン・D）との3wayに勝利しタッグ王座を獲得している。8月にネイション・オブ・イミグレイションとのタイトルマッチでタイトルを失っている。1999年5月にビッグ・ユニット（リック・シルバーとデイブ・デザイアのタッグ）を破り、もう1度同王座を獲得しているが2000年の2月にダ・ヒット・スクアッド（モンスタ・マックとマフィアに敗れるまで王座を保持していた。
2000年からは活動の場所をJAPWからデラウェア州ニューアークを拠点とするイースト・コースト・レスリング・アソシエーション（East Coast Wrestling Association）やペンシルバニア州フィラデルフィアを拠点とするコンバットゾーン・レスリング（ Combat Zone Wrestling）、春にはペンシルバニア・チャンピオンシップ・レスリング（Pennsylvania Championship Wrestling）に参戦するようになる。ハース・ブラザーズの名前でECWA、CZW、PCWのタッグベルトを獲得している。
2000年8月にマディソン・スクエア・ガーデンで行われたWWFのトライアウト・マッチに出場、試合が認められてディベロップメント契約をする。契約後はWWFの下部組織であるテネシー州メンフィスに拠点を置くメンフィス・チャンピオンシップ・レスリング（Memphis Championship Wrestling）、オハイオ州シンシナティに拠点を置くハートランド・レスリング・アソシエーション（Heartland Wrestling Association）に参戦。2001年初頭にはMCWのタッグ王座であるMCW南部タッグ・チーム王座を獲得。
2001年9月に心臓病を発症。同年12月中旬に死亡しているのを妻のディードラに発見され、27歳で死去している。その後テキサス州ヒューストンのオークス記念墓地に埋葬された。

## 得意技
ハース・オブ・ペイン
相手の背中を仰け反らせながらの変形足4の字固め。フィニッシュ技の1つ。
トータル・ハース・ティリティ
アングル・スラムと同型。フィニッシュの1つ。
T-ボーン・スープレックス
兄弟のチャーリー・ハースも使用している。

## 獲得タイトル
CZW
- CZWタッグチーム王座 ：1回 （w / チャーリー・ハース）

ECWA
- ECWAタッグチーム王座 ：1回 （w / チャーリー・ハース）

JAPW
- JAPWタッグチーム王座 ：2回 （w / チャーリー・ハース）

MCW（Memphis Championship Wrestling）
- MCW南部タッグチーム王座 ：3回 （w / チャーリー・ハース）

PCW（Pennsylvania Championship Wrestling）
- PCWタッグチーム王座 ：1回 （w / チャーリー・ハース）

## その他
- ハースの死後チャーリーは一時的にリングネームをR.C.ハースと変え、ラスの名前を入れていた。